# Campionat de França de ciclisme en ruta

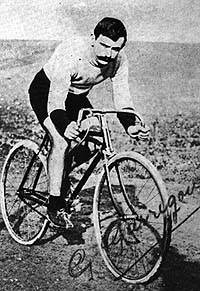
Gustave Garrigou, primer campió de França de ciclisme en ruta, el 1907

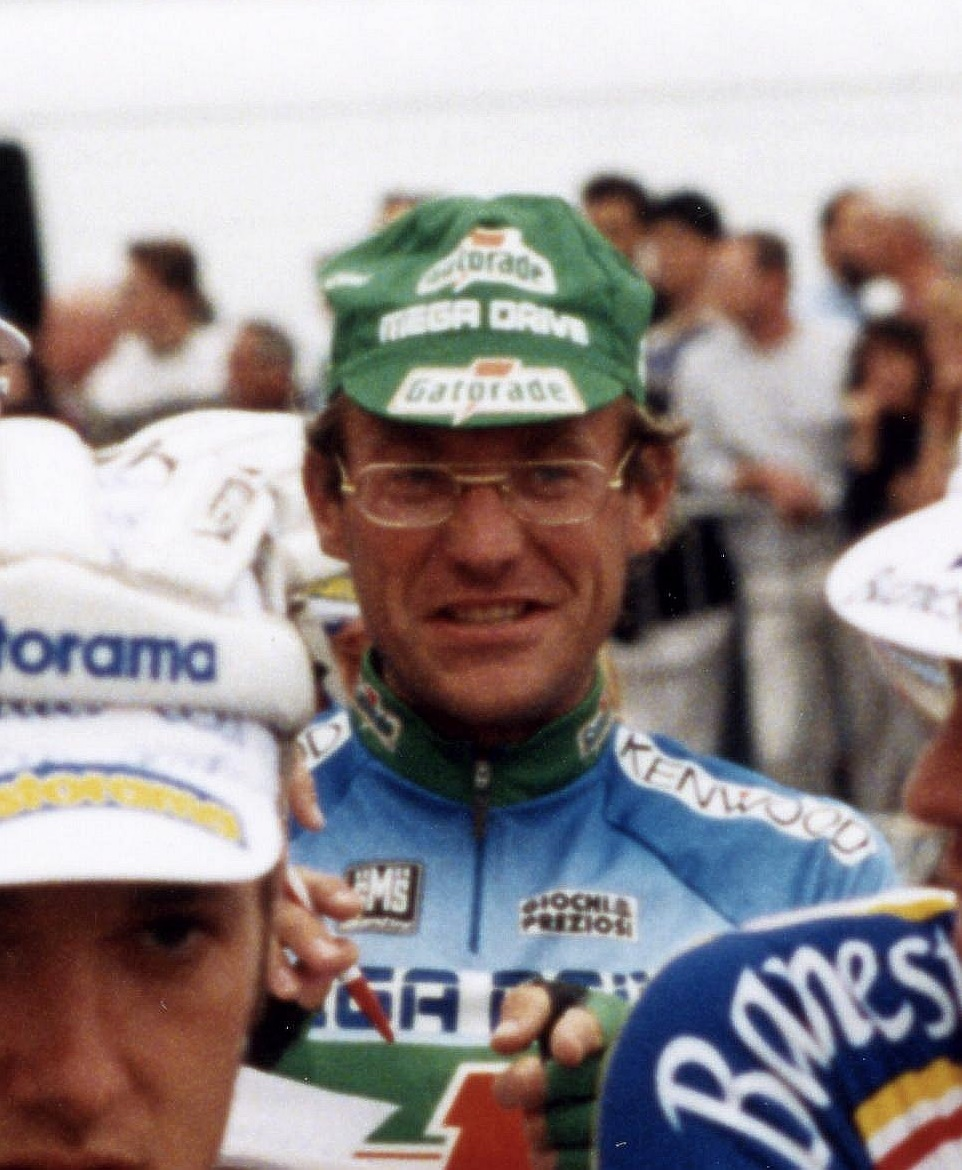
Laurent Fignon, campió de França de ciclisme en ruta, el 1984

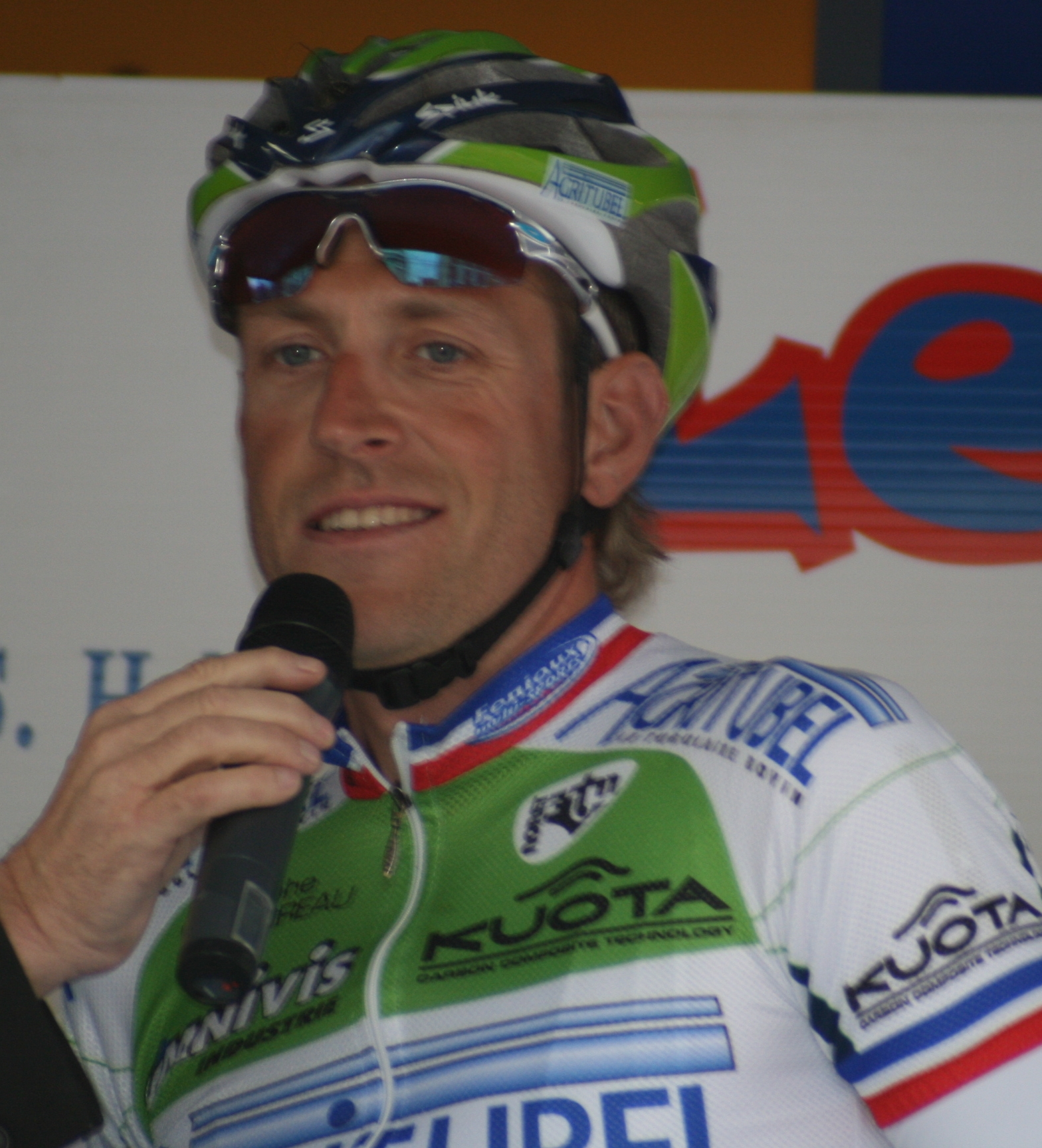
Christophe Moreau, campió de França de 2007

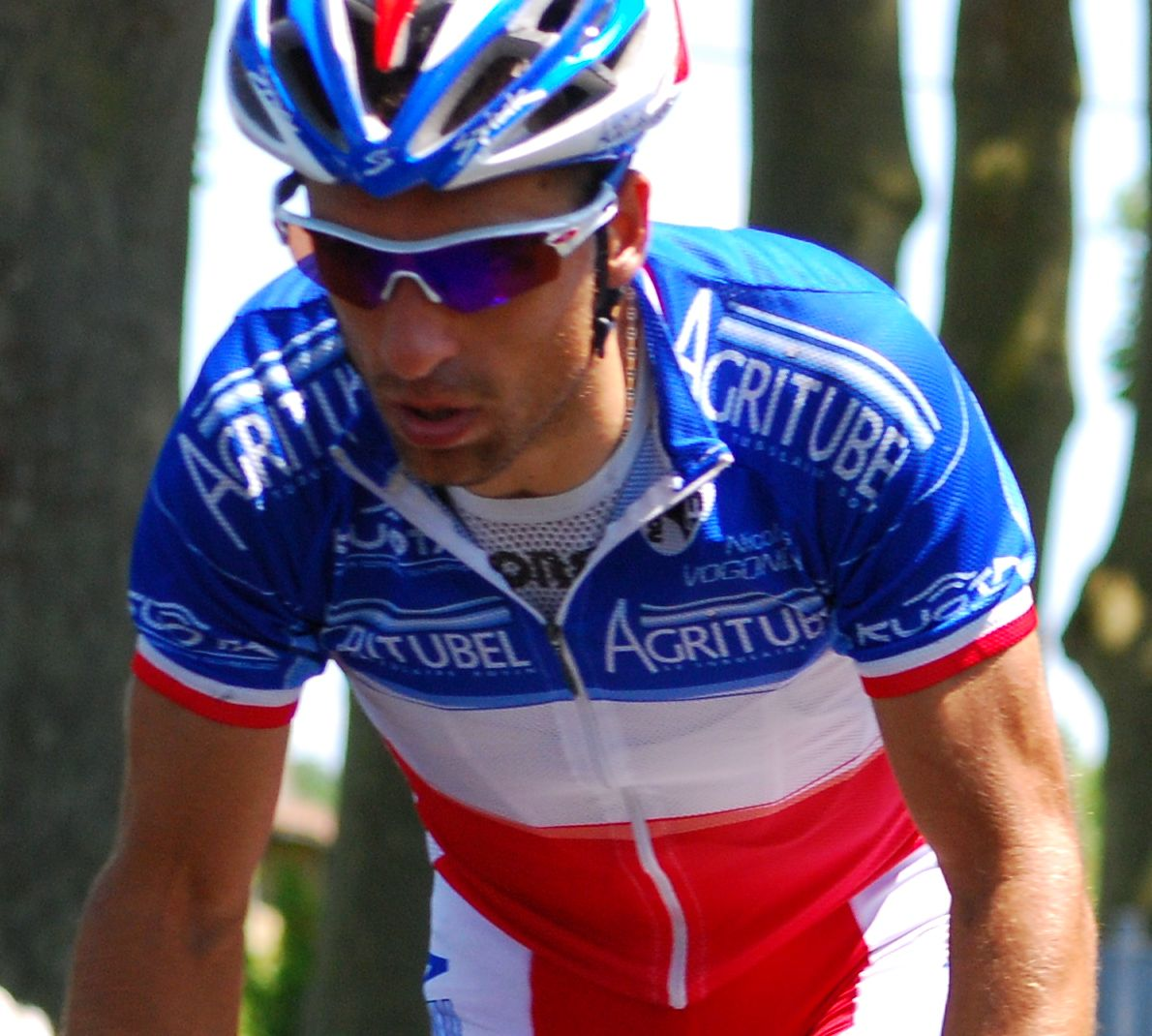
Nicolas Vogondy, campió de França de 2008

El Campionat de França de ciclisme en ruta és una competició ciclista que serveix per a determinar el Campió de França de ciclisme. La primera edició es disputà el 1907. El títol s'atorga al vencedor d'una única carrera. El vencedor obté el dret a portar un mallot amb els colors de la bandera francesa fins al Campionat de l'any següent.
Entre 1915 i 1919 el campionat no s'organitzà per culpa de la Primera Guerra Mundial. El 1940 fou la Segona Guerra Mundial la que impedií la seva organització. Per contra, el 1941 foren dos els campionats disputats, un a la zona ocupada i un altre a la zona lliure.

## Palmarès masculí
| Any  | Primer                    | Segon                | Tercer                  |
| 1907 | Gustave Garrigou          | Henri Lignon         | Louis Trousselier       |
| 1908 | Gustave Garrigou          | Louis Trousselier    | Maurice Brocco          |
| 1909 | Jean Alavoine             | Henri Lignon         | Edouard Léonard         |
| 1910 | Émile Georget             | Maurice Brocco       | Lucien Petit-Breton     |
| 1911 | Octave Lapize             | Gustave Garrigou     | Jean Alavoine           |
| 1912 | Octave Lapize             | Louis Engel          | Charles Charron         |
| 1913 | Octave Lapize             | Maurice Brocco       | Charles Crupelandt      |
| 1914 | Charles Crupelandt        | Émile Engel          | Maurice Brocco          |
| 1919 | Henri Pelissier           | Honoré Barthélémy    | Maurice Brocco          |
| 1920 | Jean Alavoine             | Henri Pelissier      | Maurice Brocco          |
| 1921 | Francis Pelissier         | Henri Pelissier      | Romain Bellenger        |
| 1922 | Jean Brunier              | Marcel Godard        | Jean Alavoine           |
| 1923 | Francis Pelissier         | Romain Bellenger     | Henri Pelissier         |
| 1924 | Francis Pelissier         | Henri Pelissier      | Georges Cuvelier        |
| 1925 | Achille Souchard          | Francis Pelissier    | Romain Bellenger        |
| 1926 | Achille Souchard          | Francis Pelissier    | Ferdinand Le Drogo      |
| 1927 | Ferdinand Le Drogo        | Charles Pelissier    | Maurice Bonney          |
| 1928 | Ferdinand Le Drogo        | André Leducq         | André Raynaud           |
| 1929 | Marcel Bidot              | Jean Bidot           | André Leducq            |
| 1930 | Roger Bisseron            | Charles Pelissier    | Ferdinand Le Drogo      |
| 1931 | Armand Blanchonnet        | Francis Pelissier    | André Leducq            |
| 1932 | André Godinat             | Antonin Magne        | Benoît Fauré            |
| 1933 | Roger Lapébie             | Antonin Magne        | Georges Speicher        |
| 1934 | Raymond Louviot           | Antonin Magne        | André Godinat           |
| 1935 | Georges Speicher          | René Le Grevès       | Jules Merviel           |
| 1936 | René Le Grevès            | Antonin Magne        | Louis Thiétard          |
| 1937 | Georges Speicher          | René Le Grevès       | Joseph Soffietti        |
| 1938 | Paul Maye                 | Sylvain Marcaillou   | Marcel Laurent          |
| 1939 | Georges Speicher          | Louis Thiétard       | Fabien Galateau         |
| 1941 | (zo) Albert Goutal        | Gérard Virol         | Lucien Lauk             |
| 1941 | (zno) René Vietto         | Dante Gianello       | Victor Pernac           |
| 1942 | Emile Idée                | Raymond Louviot      | Lucien Le Guével        |
| 1943 | Paul Maye                 | Benoît Fauré         | Lucien Lauk             |
| 1944 | Urbain Caffi              | Lucien Teisseire     | Emile Idée              |
| 1945 | Eloi Tassin               | Paul Maye            | Joseph Goutorbe         |
| 1946 | Louis Caput               | Joseph Soffietti     | Kléber Piot             |
| 1947 | Emile Idée                | Jean de Gribaldy     | Lucien Lauk             |
| 1948 | César Marcelak            | Raymond Louviot      | Paul Giguet             |
| 1949 | Jean Rey                  | Camille Danguillaume | Attilio Redolfi         |
| 1950 | Louison Bobet             | Antonin Rolland      | Emile Idée              |
| 1951 | Louison Bobet             | Pierre Barbotin      | Roger Buchonnet         |
| 1952 | Adolphe Deledda           | Jean Baldassari      | Bernard Gauthier        |
| 1953 | Raphaël Géminiani         | Antonin Rolland      | Louison Bobet           |
| 1954 | Jacques Dupont            | Robert Varnajo       | Pierre Molinéris        |
| 1955 | André Darrigade           | Louison Bobet        | Louis Caput             |
| 1956 | Bernard Gauthier          | René Privat          | Louison Bobet           |
| 1957 | Valentin Huot             | Marcel Rohrbach      | Jean Forestier          |
| 1958 | Valentin Huot             | Raphaël Géminiani    | François Mahé           |
| 1959 | Henry Anglade             | Jean Forestier       | René Privat             |
| 1960 | Jean Stablinski           | Louis Rostollan      | André Darrigade         |
| 1961 | Raymond Poulidor          | Jean Stablinski      | Guy Ignolin             |
| 1962 | Jean Stablinski           | Marcel Rohrbach      | Anatole Novak           |
| 1963 | Jean Stablinski           | Guy Ignolin          | Jacques Anquetil        |
| 1964 | Jean Stablinski           | Georges Groussard    | André Foucher           |
| 1965 | Henry Anglade             | Raymond Poulidor     | Jacques Anquetil        |
| 1966 | Jean-Claude Theilliere    | Jean Stablinski      | André Foucher           |
| 1967 | Désiré Letort (*)         | Lucien Aimar         | Raymond Riotte          |
| 1968 | Lucien Aimar              | Roger Pingeon        | Michel Perin            |
| 1969 | Raymond Delisle           | Maurice Izier        | Bernard Guyot           |
| 1970 | Paul Gutty (*)            | Cyrille Guimard      | Christian Raymond       |
| 1971 | Yves Hézard (*)           | Jean Dumont (*)      | Cyrille Guimard         |
| 1972 | Roland Berland            | Bernard Guyot        | Michel Perin            |
| 1973 | Bernard Thévenet          | Régis Ovion          | Claude Tollet           |
| 1974 | Georges Talbourdet        | Alain Santy          | Bernard Bourreau        |
| 1975 | Régis Ovion               | Alain Santy          | Gérard Moneyron         |
| 1976 | Guy Sibille               | Alain Meslet         | Jean-Pierre Genet       |
| 1977 | Marcel Tinazzi            | René Bittinger       | André Chalmel           |
| 1978 | Bernard Hinault           | Jean-René Bernaudeau | Gilbert Chaumaz         |
| 1979 | Roland Berland            | Bernard Hinault      | Mariano Martinez        |
| 1980 | Pierre-Raymond Villemiane | Bernard Hinault      | Raymond Martin          |
| 1981 | Serge Beucherie           | Bernard Vallet       | Hubert Linard           |
| 1982 | Régis Clère               | Bernard Vallet       | Jacques Michaud         |
| 1983 | Marc Gomez                | Jacques Michaud      | Jean-René Bernaudeau    |
| 1984 | Laurent Fignon            | Éric Dall'Armelina   | Pascal Jules            |
| 1985 | Jean-Claude Leclercq      | Charly Bérard        | Martial Gayant          |
| 1986 | Yvon Madiot               | Jean-Claude Leclercq | Jean-Claude Bagot       |
| 1987 | Marc Madiot               | Luc Leblanc          | Martial Gayant          |
| 1988 | Éric Caritoux             | Marc Madiot          | Gilbert Duclos-Lassalle |
| 1989 | Éric Caritoux             | Laurent Bezault      | Martial Gayant          |
| 1990 | Philippe Louviot          | Pascal Dubois        | Christophe Manin        |
| 1991 | Armand de Las Cuevas      | Thierry Claveyrolat  | Gérard Rué              |
| 1992 | Luc Leblanc               | Thierry Marie        | Jean-Claude Colotti     |
| 1993 | Jacky Durand              | Laurent Brochard     | Francisque Teyssier     |
| 1994 | Jacky Durand              | Frédéric Moncassin   | Christophe Capelle      |
| 1995 | Eddy Seigneur             | Jean-Claude Colotti  | Laurent Madouas         |
| 1996 | Stéphane Heulot           | Laurent Roux         | Frédéric Guesdon        |
| 1997 | Stéphane Barthe           | Damien Nazon         | Franck Morelle          |
| 1998 | Laurent Jalabert          | Luc Leblanc          | Richard Virenque        |
| 1999 | François Simon            | Pascal Hervé         | Cédric Vasseur          |
| 2000 | Christophe Capelle        | Jacky Durand         | Anthony Morin           |
| 2001 | Didier Rous               | Walter Beneteau      | Arnaud Pretot           |
| 2002 | Nicolas Vogondy           | Nicolas Jalabert     | Patrice Halgand         |
| 2003 | Didier Rous               | Richard Virenque     | Patrice Halgand         |
| 2004 | Thomas Voeckler           | Cyril Dessel         | Benoit Salmon           |
| 2005 | Pierrick Fedrigo          | Laurent Brochard     | Nicolas Jalabert        |
| 2006 | Florent Brard             | Thomas Voeckler      | Didier Rous             |
| 2007 | Christophe Moreau         | Pierrick Fedrigo     | Patrice Halgand         |
| 2008 | Nicolas Vogondy           | Arnaud Coyot         | Julien Loubet           |
| 2009 | Dimitri Champion          | Anthony Geslin       | Anthony Roux            |
| 2010 | Thomas Voeckler           | Christophe Le Mével  | Mickaël Delage          |
| 2011 | Sylvain Chavanel          | Anthony Roux         | Thomas Voeckler         |
| 2012 | Nacer Bouhanni            | Arnaud Démare        | Adrien Petit            |
| 2013 | Arthur Vichot             | Sylvain Chavanel     | Tony Gallopin           |
| 2014 | Arnaud Démare             | Nacer Bouhanni       | Kévin Réza              |
| 2015 | Steven Tronet             | Tony Gallopin        | Sylvain Chavanel        |
| 2016 | Arthur Vichot             | Tony Gallopin        | Alexis Vuillermoz       |
| 2017 | Arnaud Démare             | Nacer Bouhanni       | Jérémy Leveau           |
| 2018 | Anthony Roux              | Anthony Turgis       | Julian Alaphilippe      |
| 2019 | Warren Barguil            | Julien Simon         | Damien Touzé            |
| 2020 | Arnaud Démare             | Bryan Coquard        | Julian Alaphilippe      |
| 2021 | Rémi Cavagna              | Rudy Molard          | Damien Touzé            |
| 2022 | Florian Sénéchal          | Anthony Turgis       | Axel Zingle             |
| 2023 | Valentin Madouas          | Rudy Molard          | Julien Bernard          |
| 2024 | Paul Lapeira              | Julien Bernard       | Thomas Gachignard       |
| 2025 | Dorian Godon              | Romain Grégoire      | Kévin Vauquelin         |

(*) 1967, 1970, 1971: corredors desqualificats per donar positiu de dopatge
(el 1941 es disputaren dos campionats: un a la Zona Ocupada (ZO) i un a la Zona No Ocupada (ZNO))

### Palmarès sub-23
| Any  | Primer              | Segon               | Tercer              |
| 1994 | Cyril Saugrain      | Anthony Morin       | Ivan Martin         |
| 1995 | Brice Bouniot       | Carlos Da Cruz      | Nicolas Perthuis    |
| 1996 | Samuel Plouhinec    | Frédéric Finot      | Stéphane Auroux     |
| 1997 | Stéphane Bergès     | Alexandre Grux      | Denis Salmon        |
| 1998 | Stéphane Couge      | Florent Brard       | Ludovic Martin      |
| 1999 | Freddy Ravaleu      | Christophe Laurent  | Nicolas Dieudonné   |
| 2000 | Nicolas Boulenger   | Franck Havidic      | Anthony Charteau    |
| 2001 | Niels Brouzes       | Jérôme Pineau       | Samuel Rouyer       |
| 2002 | Yann Pollet         | Christophe Kern     | Éric Berthou        |
| 2003 | Kilian Patour       | Matthieu Sprick     | Lloyd Mondory       |
| 2004 | Julien Loubet       | Benoît Sinner       | Yann Huguet         |
| 2005 | Aurélien Passeron   | Stéphane Poulhiès   | Benoît Sinner       |
| 2006 | Florian Morizot     | Guillaume Le Floch  | Blaise Sonnery      |
| 2007 | Jérôme Coppel       | Guillaume Levarlet  | Blel Kadri          |
| 2008 | Arnaud Courteille   | Arthur Vichot       | Romain Hardy        |
| 2009 | Alexandre Lemair    | Geoffrey Soupe      | Anthony Delaplace   |
| 2010 | Geoffrey Soupe      | Thomas Damuseau     | Adrien Petit        |
| 2011 | Damien Le Fustec    | Arnaud Démare       | Rudy Molard         |
| 2012 | Quentin Bernier     | Alexis Gougeard     | Maxime Renault      |
| 2013 | Flavien Dassonville | Jules Pijourlet     | Guillaume Thévenot  |
| 2014 | Jérémy Leveau       | David Cherbonnet    | Guillaume Thévenot  |
| 2015 | Hugo Hofstetter     | Franck Bonnamour    | Paul Sauvage        |
| 2016 | Paul Ourselin       | Benoît Cosnefroy    | Corentin Ermenault  |
| 2017 | Victor Lafay        | Benoît Cosnefroy    | Damien Fabien Touzé |
| 2018 | Cyril Barthe        | Alexys Brunel       | Maxime Jarnet       |
| 2019 | Théo Delacroix      | Anthony Jullien     | Matis Louvel        |
| 2020 | Axel Zingle         | Florian Dauphin     | Matis Louvel        |
| 2021 | Valentin Retailleau | Mathis Le Berre     | Antoine Devanne     |
| 2022 | Nicolas Breuillard  | Théo Degache        | Romain Grégoire     |
| 2023 | Alexy Faure Prost   | Maximilien Juillard | Axel Huens          |
| 2024 | Noa Isidore         | Brieuc Rolland      | Louis Rouland       |

## Palmarès femení
| Any  | Primera                  | Segona                    | Tercera                   |
| 1951 | Lucienne Benoît          | Georgette Rodet           | Jeannine Lemaire          |
| 1952 | Jeannine Lemaire         | Gaby Guillard             | Huguette Luneau           |
| 1953 | Jeannine Lemaire         | Gaby Guillard             | Reine Lacave              |
| 1954 | Noelle Naulot            | Jeannine Lemaire          | Josephine Bardelet        |
| 1955 | Lydia Brein-Haritonides  | Marie-Jeanne Donabedian   | Simone Demory             |
| 1956 | Lily Herse               | Marie-Jeanne Donabedian   | Renée Vissac              |
| 1957 | Jeannine Meriau          | Pierrette Soupiret        | Marie-Jeanne Donabedian   |
| 1958 | Lily Herse               | Renée Vissac              | Gilberte Rocaboy          |
| 1959 | Lily Herse               | Renée Vissac              | Simone Demory             |
| 1960 | Renée Vissac             | Lily Herse                | Andrée Vaudel             |
| 1961 | Lily Herse               | Simone Heutte             | Renée Vissac              |
| 1962 | Lily Herse               | Andrée Flageolet          | Renée Vissac              |
| 1963 | Lily Herse               | Renée Thuin               | Andrée Flageolet          |
| 1964 | Andrée Flageolet         | Lily Herse                | Renée Vissac              |
| 1965 | Lily Herse               | Renée Vissac              | Simone Boubechiche        |
| 1966 | Gisèle Caille            | Claude Bordujenko         | Lily Herse                |
| 1967 | Lily Herse               | Christiane Rousseau       | Renée Vissac              |
| 1968 | Chantal N'Guyen          | Jacky Barbedette          | Micheline Le Moigne       |
| 1969 | Geneviève Gambillon      | Danièle Piton             | Micheline Le Moigne       |
| 1970 | Geneviève Gambillon      | Micheline Le Moigne       | Chantal Heuveline         |
| 1971 | Annick Chapron           | Geneviève Gambillon       | Béatrice Vachet           |
| 1972 | Geneviève Gambillon      | Josiane Bost              | Sylviane Junal            |
| 1973 | Elisabeth Camus          | Mauricette Carpentier     | Geneviève Gambillon       |
| 1974 | Geneviève Gambillon      | Annick Chapron            | Elisabeth Camus           |
| 1975 | Geneviève Gambillon      | Josiane Bost              | Jeanine Martin-Leborgne   |
| 1976 | Geneviève Gambillon      | Nicole Verzier            | Josiane Bost              |
| 1977 | Geneviève Gambillon      | Josiane Bost              | Nicole Verzier            |
| 1978 | Chantal Fortier          | Colette Savary-Davaine    | Élisabeth Camus           |
| 1979 | Jeannie Longo            | Élisabeth Camus           | Nathalie Diart            |
| 1980 | Jeannie Longo            | Chantal Fortier           | Sylvie Brémond            |
| 1981 | Jeannie Longo            | Fabienne Amedro           | Valérie Simonnet          |
| 1982 | Jeannie Longo            | Fabienne Amedro           | Chantal Pouline           |
| 1983 | Jeannie Longo            | Corinne Crunelle          | Dominique Damiani         |
| 1984 | Jeannie Longo            | Isabelle Nicoloso         | Nathalie Pelletier        |
| 1985 | Jeannie Longo            | Valérie Simonnet          | Dominique Damiani         |
| 1986 | Jeannie Longo-Ciprelli   | Valérie Simonnet          | Isabelle Nicoloso-Verger  |
| 1987 | Jeannie Longo-Ciprelli   | Valérie Simonnet          | Martine L'Haridon         |
| 1988 | Jeannie Longo-Ciprelli   | Valérie Simonnet          | Dominique Damiani         |
| 1989 | Jeannie Longo-Ciprelli   | Valérie Simonnet          | Sandrine Lestrade         |
| 1990 | Catherine Marsal         | Elisabeth Mahaut          | Barbara Aulnette          |
| 1991 | Marion Clignet           | Nathalie Cantet           | Sandrine Lestrade         |
| 1992 | Jeannie Longo-Ciprelli   | Marion Clignet            | Laurence Leboucher        |
| 1993 | Marion Clignet           | Catherine Marsal          | Corinne Legal             |
| 1994 | Chantal Gorostegui       | Jocelyne Hugi-Messori     | Catherine Marsal          |
| 1995 | Jeannie Longo-Ciprelli   | Catherine Marsal          | Élisabeth Chevanne-Brunel |
| 1996 | Catherine Marsal         | Jeannie Longo-Ciprelli    | Jocelyne Hugi-Messori     |
| 1997 | Sylvie Riedle            | Emmanuelle Farcy          | Catherine Marsal          |
| 1998 | Jeannie Longo-Ciprelli   | Séverine Desbouys         | Fany Lecourtois           |
| 1999 | Jeannie Longo-Ciprelli   | Géraldine Jehl-Loewenguth | Séverine Desbouys         |
| 2000 | Jeannie Longo-Ciprelli   | Catherine Marsal          | Magali Le Floc'h          |
| 2001 | Jeannie Longo-Ciprelli   | Sonia Huguet              | Catherine Marsal          |
| 2002 | Magali Le Floc'h         | Edwige Pitel              | Béatrice Thomas           |
| 2003 | Sonia Huguet             | Maryline Salvetat         | Delphine Guille           |
| 2004 | Jeannie Longo-Ciprelli   | Élisabeth Chevanne-Brunel | Sandrine Marcuz-Moreau    |
| 2005 | Magali Le Floc'h         | Sandrine Marcuz-Moreau    | Karine Gautard            |
| 2006 | Jeannie Longo-Ciprelli   | Béatrice Thomas           | Élodie Touffet            |
| 2007 | Edwige Pitel             | Jeannie Longo-Ciprelli    | Marina Jaunatre           |
| 2008 | Jeannie Longo            | Christel Ferrier-Bruneau  | Edwige Pitel              |
| 2009 | Christel Ferrier-Bruneau | Marina Jaunatre           | Jeannie Longo             |
| 2010 | Mélodie Lesueur          | Amélie Rivat              | Jeannie Longo             |
| 2011 | Christel Ferrier-Bruneau | Jeannie Longo             | Magdalena de Saint-Jean   |
| 2012 | Marion Rousse            | Julie Krasniak            | Fanny Riberot             |
| 2013 | Élise Delzenne           | Amélie Rivat              | Aude Biannic              |
| 2014 | Pauline Ferrand-Prévot   | Mélodie Lesueur           | Fanny Riberot             |
| 2015 | Pauline Ferrand-Prévot   | Audrey Cordon             | Amélie Rivat              |
| 2016 | Edwige Pitel             | Marjolaine Bazin          | Audrey Cordon             |
| 2017 | Charlotte Bravard        | Amélie Rivat              | Marjolaine Bazin          |
| 2018 | Aude Biannic             | Gladys Verhulst           | Anabelle Dreville         |
| 2019 | Jade Wiel                | Victorie Guilman          | Aude Biannic              |
| 2020 | Audrey Cordon-Ragot      | Gladys Verhulst           | Clara Copponi             |
| 2021 | Évita Muzic              | Audrey Cordon-Ragot       | Gladys Verhulst           |
| 2022 | Audrey Cordon-Ragot      | Gladys Verhulst           | Noémie Abgrall            |
| 2023 | Victoire Berteau         | Marie Le Net              | Jade Wiel                 |
| 2024 | Juliette Labous          | Gladys Verhulst           | Jade Wiel                 |
| 2025 | Marie Le Net             | Léa Curinier              | Julie Bego                |